# Fridericia perrieri
Fridericia perrieri is een ringworm uit de familie van de Enchytraeidae. De wetenschappelijke naam van de soort is voor het eerst geldig gepubliceerd in 1878 door Vejdovský.